# Slums of Beverly Hills
Slums of Beverly Hills (bra: O Outro Lado de Beverly Hills) é um filme de comédia dramática estadunidense de 1998 escrito e dirigido por Tamara Jenkins e estrelado por Natasha Lyonne, Alan Arkin, Kevin Corrigan, Jessica Walter e Rita Moreno.
O filme recebeu críticas mistas e positivas e gradualmente se tornou um filme cult.

## Elenco
- Alan Arkin como Murray
- Natasha Lyonne como Vivian
- Kevin Corrigan como Eliot
- Jessica Walter como Doris
- Rita Moreno como Belle
- David Krumholtz como Ben
- Eli Marienthal como Rickey
- Carl Reiner como Mickey
- Marisa Tomei como Rita

## Recepção
No Rotten Tomatoes, o filme detém 80% de aprovação com base em 61 críticas, com uma pontuação média de 6,96/10, com o consenso do site descreve o filme como "Quente, real e hilário".